# Rivière La Sarre
Rivière La Sarre är ett vattendrag i Kanada.   Det ligger i provinsen Québec, i den sydöstra delen av landet, 400 km nordväst om huvudstaden Ottawa.
Runt Rivière La Sarre är det glesbefolkat, med 11 invånare per kvadratkilometer.